# Battaglia di Cowpens
La battaglia di Cowpens venne combattuta il 17 gennaio 1781 nelle vicinanze di Cowpens in Carolina del Sud, nell'ambito dei più vasti eventi del teatro meridionale della guerra d'indipendenza americana.
Lo scontro vide una forza americana, composta da regolari dell'Esercito continentale e truppe della milizia, comandata dal generale Daniel Morgan, contrapposta a un'armata di truppe britanniche e di "lealisti"  sotto il colonnello Banastre Tarleton; lo scontro, molto duro, si concluse con una vittoria degli americani.

## Antefatti
Dopo aver preso il porto di Charleston nel maggio 1780, il comandante in capo delle forze britanniche in America, generale Henry Clinton, rientrò a New York con il grosso delle sue forze, lasciando in Carolina del Sud una piccola armata agli ordini del generale Charles Cornwallis con il compito di sottomettere le zone interne della regione. Cornwallis si diede subito da fare per dare la caccia alle sparute unità dell'Esercito continentale americano sopravvissute alla resa di Charleston: il 29 maggio uno dei sottoposti di Cornwallis, il colonnello Banastre Tarleton, attaccò e distrusse un distaccamento di regolari americani nella battaglia di Waxhaws, un'azione brutale che costò allo stesso Tarleton la nomea di comandante sanguinario e poco incline a dare quartiere ai soldati nemici che si arrendevano. Il 16 agosto invece furono i britannici di Cornwallis a infliggere una pesante sconfitta agli americani nella battaglia di Camden, insuccesso che comportò la destituzione del generale Horatio Gates e la nomina a nuovo comandante delle forze americane schierate nel teatro meridionale del generale Nathanael Greene.
Se la sconfitta delle forze regolari americane ancora presenti in Carolina del Sud fu portata a termine senza troppe difficoltà da Cornwallis, la pacificazione della regione si rivelò tutt'altro che facile. Nel corso dell'estate del 1780 l'intera Carolina del Sud fu pervasa da un vasto movimento di resistenza popolare contro i britannici: bande di partigiani e guerriglieri variamente organizzate presero ad attaccare le pattuglie isolate e i convogli di rifornimento dei britannici, per poi nascondersi nei boschi e nelle paludi che abbondavano nella regione. La presenza in Carolina di un gran numero di "lealisti" ancora fedeli alla corona, reclutati e armati in gran numero dai britannici, trasformò la lotta in una violenta e sanguinosa guerra civile tra americani: alle azioni dei guerriglieri i britannici risposero con rappresaglie brutali, in un continuo crescendo di violenze.
Benché le sue forze fossero ancora in fase di riorganizzazione dopo le sconfitte patite, Greene decise di impiegare le sue unità di regolari continentali per appoggiare ed estendere la guerriglia in Carolina del Sud. Il piano di Greene era molto azzardato: la già piccola armata americana sarebbe stata divisa in due contingenti, uno agli ordini dello stesso Greene e uno ai comandi del generale Daniel Morgan, inviati separatamente il primo nelle zone orientali e il secondo in quelle occidentali della Carolina del Sud; l'idea era che se Cornwallis si fosse mosso contro uno dei due distaccamenti, questi si sarebbe immediatamente ritirato attirando lontano i britannici e lasciando libero l'altro di attaccarne le retrovie e le linee di comunicazione, in appoggio ai partigiani locali.

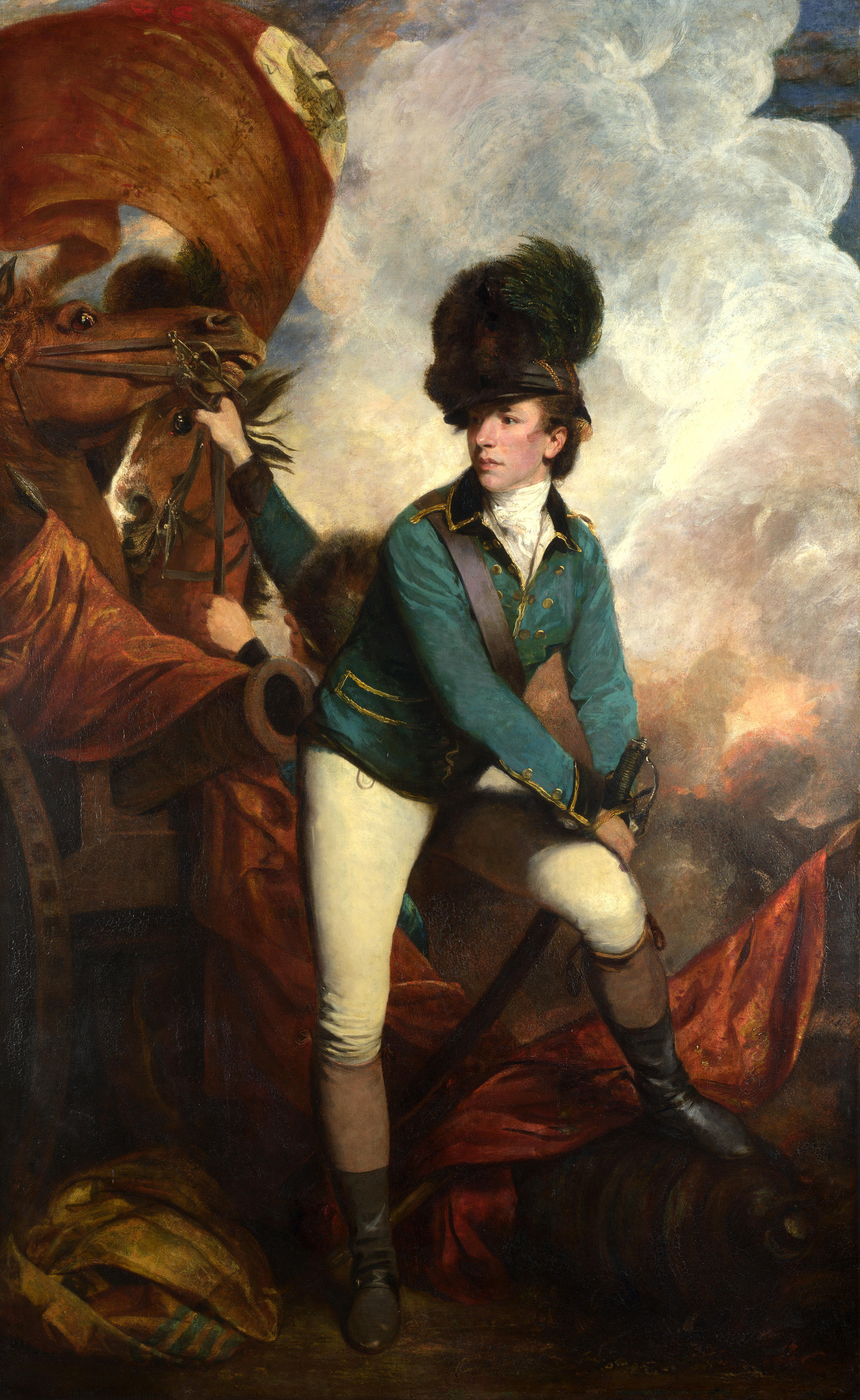
Ritratto di Banastre Tarleton, opera di Joshua Reynolds

Le unità di Greene entrarono in Carolina del Sud alla fine di dicembre 1780, scatenando subito la reazione delle forze di Cornwallis: il britannico scelse la strategia più ovvia e puntò a battere separatamente i due contingenti americani schiacciandoli con il peso della sua armata. Cornwallis scelse come suo primo obiettivo la forza di Morgan, numericamente più esigua: Tarleton fu messo al comando di un distaccamento indipendente e inviato a dare la caccia al nemico lungo la sponda occidentale del fiume Broad, mentre Cornwallis conduceva il resto dell'armata lungo la sponda orientale per tagliare agli americani la via di fuga. Informato che i britannici erano sulle sue tracce, Morgan si ritirò verso nord tallonato da Tarleton; ai britannici quella degli americani apparve come una fuga, ma Morgan stava solo cercando un buon posto dove dare battaglia in condizioni favorevoli. Alla fine, alla metà di gennaio 1781, Morgan decise di attestarsi su alcune colline nei pressi di Cowpens.

## Le forze in campo

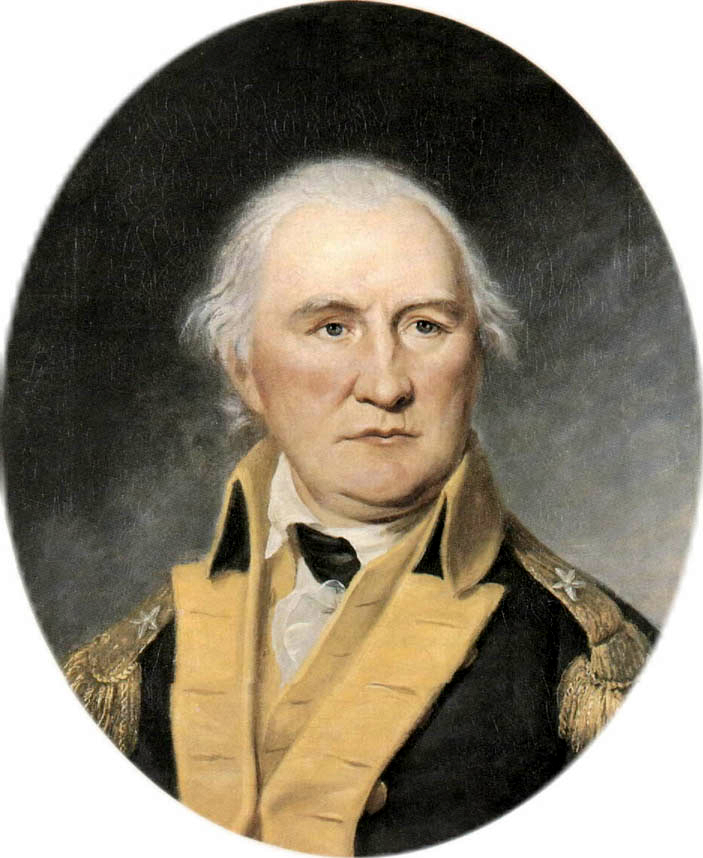
Daniel Morgan in un ritratto dell'epoca

Morgan scelse una buona posizione difensiva, un ampio prato aperto e privo di ripari che saliva verso nord-ovest a formare una collina; i lati del campo di battaglia erano privi di fitti boschi, una nota positiva per Morgan il quale riteneva che in questo modo i suoi uomini non avrebbero avuto un posto dove fuggire in preda al panico e si sarebbero quindi battuti con maggiore determinazione. Morgan aveva circa 1 000 uomini al suo comando: un quarto circa di questi erano truppe regolari dell'Esercito continentale, principalmente fanteria del Delaware e del Maryland e 80 dragoni a cavallo comandati dal colonnello William Washington, un lontano cugino di George Washington. Il resto delle forze di Morgan era composto da unità della milizia della Virginia, della Georgia, della Carolina del Nord e della Carolina del Sud, normali civili richiamati dalle loro occupazioni in caso di emergenza e solo per alcuni mesi.
Morgan schierò le sue forze in tre linee, le prime due ai piedi della collina e la terza sulla cima. La prima linea era composta dai fucilieri della Georgia e della Carolina del Nord, abili tiratori, i quali dovevano sparare una prima raffica di fucileria prima di ripiegare di un centinaio di metri e unirsi alla seconda linea; questa era composta dalla milizia delle due Caroline e ricevette l'ordine di sparare due salve di moschetteria prima di ripiegare a sua volta sulla terza linea. La terza linea di Morgan, con i continentali al centro e le unità della milizia della Virginia ai due lati, avrebbe affrontato i britannici dall'alto della collina, mentre i dragoni di Washington erano schierati in retrovia, nascosti in un dosso e pronti a entrare in battaglia in qualunque momento. Molto del piano di Morgan si basava sulla capacità della milizia di reggere l'urto con i regolari britannici senza andare nel panico: benché questo fosse puntualmente successo in varie circostanze, tra cui la recente battaglia di Camden, Morgan contava sulla maggiore esperienza degli ufficiali della milizia e sulla loro capacità di tenere sotto controllo i loro uomini.
Tarleton aveva ai suoi ordini una forza di poco superiore a quella di Morgan, composta da circa 1 100 uomini appoggiati da due pezzi di artiglieria leggera. Le forze britanniche si componevano di un distaccamento di dragoni a cavallo del 17th Regiment of Dragoons, dei fanti regolari del 7th Regiment of Foot e del 71st Regiment of Foot, Fraser's Highlanders, e della milizia lealista della British Legion composta tanto di truppe appiedate che montate.

## La battaglia

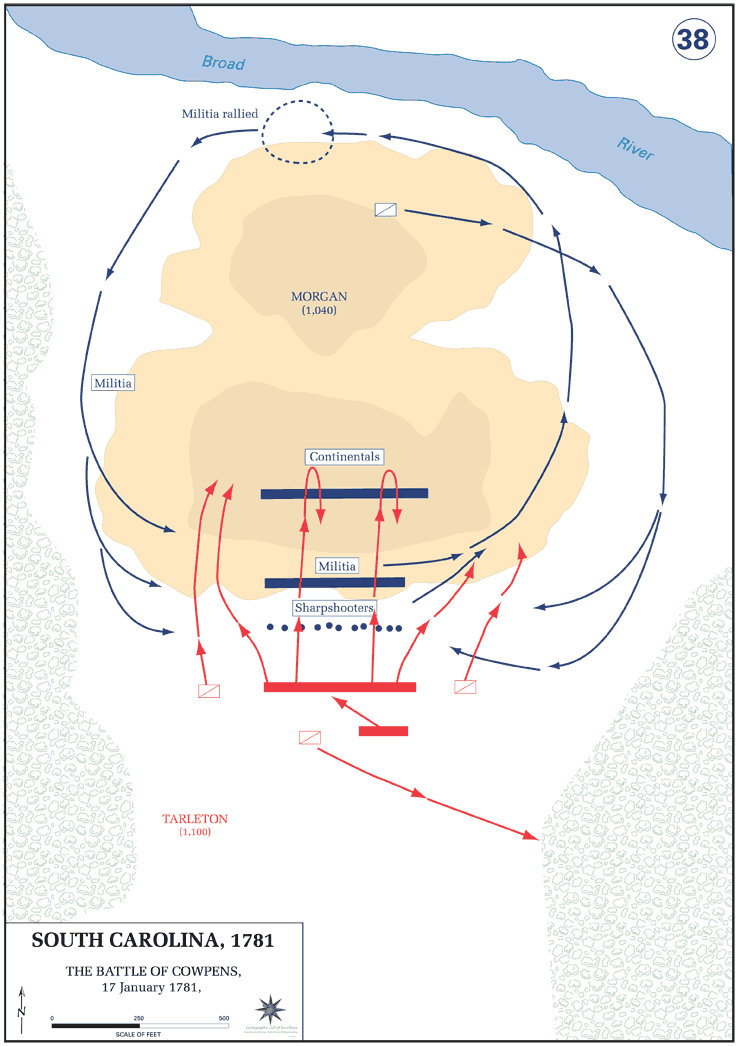
Schema della battaglia

Le truppe di Morgan presero posizione a Cowpens il 16 gennaio, passando la notte sul campo di battaglia ad aspettare l'arrivo dei britannici. Le unità di Tarleton fecero la loro comparsa alle prime luci del 17 gennaio: come Morgan si aspettava, il britannico decise di attaccare subito senza stare a pianificare un piano d'azione dettagliato.
Sulle prime Tarleton lanciò in avanti i dragoni del 17th Regiment, i quali, senza appoggio, furono ben presto respinti dall'accurato fuoco della prima linea americana. Tarleton quindi schierò in miglior ordine le sue truppe, formando una linea con al centro la fanteria della British Legion fiancheggiata dalla fanteria regolare e dai dragoni britannici; il 71st Regiment of Foot e i dragoni della British Legion formavano la riserva alle spalle della prima linea. I britannici quindi avanzarono in campo aperto contro la seconda linea americana: i miliziani rimasero saldi sulle loro posizioni e scatenarono un violento quanto preciso tiro di moschetteria contro i britannici, abbattendo un gran numero di ufficiali nemici.
Gli "Highlander" del 71st Regiment furono portati in prima linea sulla sinistra, estendendo il fronte britannico più di quello americano e minacciando quindi di aggirarlo; sparate le due salve di fucileria pattuite, la milizia americana si ritirò con relativo ordine su per la collina verso la terza linea di Morgan. Scambiando la ritirata americana per una rotta, Tarleton lanciò in avanti la sua fanteria scontrandosi violentemente con i continentali ben attestati in posizione favorevole: mentre i combattimenti infuriavano anche corpo a corpo, le unità britanniche iniziarono a perdere coesione.

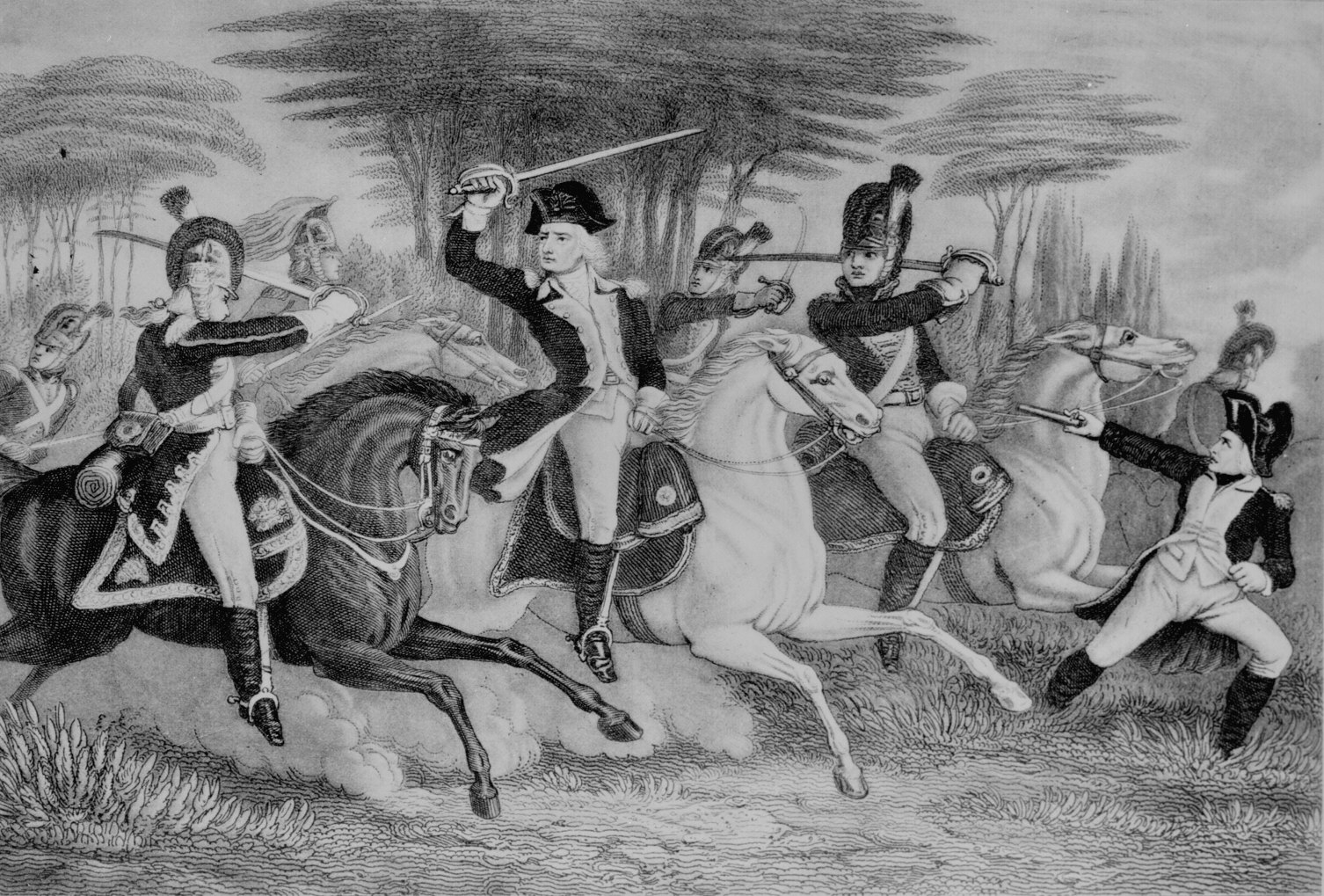
Il colonnello Washington affronta i dragoni britannici a Cowpens in una spampa dell'epoca

Tarleton inviò i suoi dragoni ad aggirare l'ala sinistra americana, ma questi furono violentemente caricati e messi in rotta dai dragoni di Washington, sbucati all'improvviso dal loro nascondiglio; furono quindi i dragoni americani ad aggirare l'estremità della linea britannica, piombando alle sue spalle e scatenando il caos. Attaccata sul fronte e dal retro, la linea britannica collassò e gli uomini si diedero a una fuga precipitosa; il 71st Regiment e la piccola sezione di artiglieria continuarono a combattere prima di essere sopraffatti coprendo in qualche modo la fuga dei resti della forza britannica, ma molti uomini furono presi prigionieri e lo stesso Tarleton sfuggì di poco alla cattura.

## Conseguenze
A dispetto del ridotto numero di uomini impegnati nello scontro, Cowpens fu una battaglia molto cruenta. La forza del colonnello Tarleton uscì quasi completamente distrutta dalla battaglia, con 39 ufficiali e 60 soldati uccisi nello scontro e 829 presi prigionieri; diversi soldati britannici furono uccisi dopo essersi arresi, un frutto dell'odio generato negli americani dalla nomea negativa che si erano guadagnati Tarleton e i suoi miliziani lealisti della British Legion nei mesi di guerriglia irregolare in Carolina del Sud. Le truppe di Morgan contarono invece 12 morti e 60 feriti; gli americani catturarono un ricco bottino di guerra, comprendente due cannoni, varie centinaia di moschetti, la bandiera del 7th Regiment of Foot, le salmerie e i bagagli della forza britannica.
Il giorno successivo i resti delle forze di Tarleton si ricongiunsero all'armata di Cornwallis recando la notizia della disfatta; Cowpens rappresentò un pesante rovescio per il generale: circa un sesto del totale delle sue truppe era andato perduto e la sua superiorità numerica sugli americani era quasi stata eliminata. Cornwallis si mosse subito per intercettare gli americani e vendicare la sconfitta, ma Morgan si ritenne pago del successo ottenuto e si ritirò immediatamente dopo lo scontro; per i primi due giorni Cornwallis fu sviato, dirigendosi a nord-ovest mentre Morgan ripiegava verso nord-est e, quando infine si mise sulle tracce del suo avversario, gli americani avevano ormai accumulato un notevole distacco e si posero al sicuro varcando il corso del fiume Yadkin e rifugiandosi in Carolina del Nord, dove all'inizio di febbraio si riunirono alle forze di Greene.
Cornwallis continuò a tallonare gli americani cercando la battaglia, ma Greene e Morgan si ritirarono ancora verso nord fino a rifugiarsi in Virginia. Avendo spogliato la sua armata di tutti i suoi bagagli per procedere più velocemente, Cornwallis si ritrovò isolato e con una forza profondamente demoralizzata: il britannico dovette quindi interrompere l'avanzata e ripiegare a Hillsborough per rifornirsi. Dopo aver sostato per dieci giorni in Virginia riorganizzandosi e rafforzandosi, Greene riportò le sue truppe in Carolina e il 15 marzo diede quindi battaglia a Cornwallis nei pressi di Guilford Court House.